# ونسا هایدن
ونسا هایدن (انگلیسی: Vanessa Hayden؛ زادهٔ ۵ ژوئن ۱۹۸۲) بازیکن بسکتبال اهل ایالات متحده آمریکا است.